# Sokola (województwo lubelskie)
Sokola – wieś w Polsce położona w województwie lubelskim, w powiecie ryckim, w gminie Kłoczew.
| SIMC    | Nazwa     | Rodzaj    |
| ------- | --------- | --------- |
| 0674371 | Jakubówka | część wsi |

Wieś w ziemi stężyckiej w województwie sandomierskim w XVI wieku była własnością wdowy po Mikołaju Samborzeckim. W latach 1975–1998 miejscowość położona była w województwie siedleckim.
Wieś jest sołectwem w gminie Kłoczew. Według Narodowego Spisu Powszechnego z roku 2011 wieś liczyła 186 mieszkańców.
Wierni Kościoła rzymskokatolickiego należą do parafii Świętych Apostołów Piotra i Pawła w Okrzei.